# Archichlora altivagans
Archichlora altivagans là một loài bướm đêm trong họ Geometridae.